# ماسايتو فوجيوارا
ماسايتو فوجيوارا (باليابانية: 藤原 雅斗) (14 أبريل 1994 في أوساكا في اليابان – )؛ هو لاعب كرة قدم سابق كان يلعب كمدافع.

## وصلات خارجية
- ماسايتو فوجيوارا على موقع رابطة كرة القدم اليابانية للمحترفين (اليابانية)
- ماسايتو فوجيوارا على موقع Soccerway.com (الإنجليزية)
- ماسايتو فوجيوارا على موقع عالم كرة القدم.نت (الإنجليزية)